# 沃特敦鎮區 (明尼蘇達州卡弗縣)
沃特敦鎮區（英語：Watertown Township）是位於美國明尼蘇達州卡弗縣的一個行政鎮區。

## 地方資料
沃特敦鎮區的面積為89.30平方千米，當中陸地面積為84.30平方千米，而水域面積為5.00平方千米。根據2020年美國人口普查的數據，當地共有人口1188人，而人口密度為每平方千米13.3人。